# Xot tropical
El xot tropical (Megascops choliba) és una espècie d'ocell de la família dels estrígids (Strigidae). Habita boscos, sabanes i ciutats des de Costa Rica fins a Panamà, i des de Colòmbia, Veneçuela, Trinitat i Guaiana, cap al sud, fins al nord de l'Argentina, el Paraguai i sud del Brasil. El seu estat de conservació es considera de risc mínim.